# Vanja Drkušić
Vanja Drkušić, né le 30 octobre 1999 à Novo mesto, est un footballeur international slovène, qui joue au poste de défenseur central à l'Étoile rouge de Belgrade, où il est prêté par le Zénith Saint-Pétersbourg.

## Biographie

### En club
En décembre 2015, Vanja Drkušić rejoint l'équipe de jeunes du SC Heerenveen en provenance du NK Krško. Il privilégie notamment la proposition du club néerlandais à celle du NK Maribor, du Dinamo Zagreb et de l'Atalanta Bergame.
Il signe son premier contrat professionnel en 2018, et fait sept apparitions sur le banc des remplaçants avec l'équipe première lors de la saison 2018-2019, mais sans jamais entrer en jeu.
Après un essai au TOP Oss durant l'été, Drkušić rejoint le 31 août 2019 le Rende Calcio 1968 qui évolue en Serie C. Il ne dispute qu'un seul match avec le club, en Coppa Serie C contre Potenza Calcio le 9 octobre.
En janvier 2020, il fait son retour en Slovénie en ralliant le NK Bravo. Drkušić dispute son premier match en championnat de Slovénie le 23 février contre le NK Tabor Sežana. Le 11 juillet 2020, il marque son premier but en professionnel face au NK Domžale.
Le 24 janvier 2022, Drkušić rejoint le FK Sotchi, qui débourse 100 000 euros pour le recruter. Dès le mois d'août 2022, il prolonge son contrat avec le club russe jusqu'en 2025.
Le 13 août 2024, il rejoint le Zénith Saint-Pétersbourg pour cinq saisons, mais est attendu pour être prêté directement à l'Étoile rouge de Belgrade. Le 18 août, Drkušić est effectivement prêté au club serbe, dont il est supporter depuis son enfance.

### En sélection
Vanja Drkušić est appelé pour la première fois en équipe nationale en mars 2023. Le 26 mars 2023, il honore sa première sélection en équipe de Slovénie face à Saint-Marin dans le cadre des qualifications à l'Euro 2024. Il entre en jeu à la 36e minute à la place de Jaka Bijol, blessé.
En mai 2024, il est sélectionné par Matjaž Kek dans la liste élargie pour préparer l'Euro 2024. Il fait aussi partie de la liste finale de 26 joueurs qui disputent la compétition. Il est titularisé aux côtés de Jaka Bijol en défense centrale lors des trois matchs de la phase de groupe, tous soldés par un match nul qui qualifie la Slovénie en huitièmes de finale pour la première fois de son histoire. En huitièmes face au Portugal, il concède un penalty en prolongation, manqué par Cristiano Ronaldo, avant d'assister à la défaite des siens lors de la séance de tirs au but.